# سرخس إبريقي الشكل
سرخس إبريقي الشكل (الاسم العلمي: Polypodium urceolare) هو نوع نباتي يتبع جنس السرخس من فصيلة السرخسية.